# 김현기 (스키점프 선수)
김현기(金鉉起, 1983년 2월 9일~)는 대한민국의 스키 점프 선수이다.
15세이던 1998년 동계 올림픽에 출전하여 노말힐에서 51위, 라지힐에서 59위를 기록했다. 4년 뒤인 2002년 동계 올림픽에 출전하여 노말힐에서 36위, 라지힐에서 31위를 기록했고, 단체전에 출전해 8위를 기록했다. 2006년 동계 올림픽에서는 각각 43위와 39위였다.
김현기의 월드컵 최고 기록은 2006년 일본에서 개최된 월드컵에서의 라지힐 21위이다. 개인 최고 기록은 오스트리아에서 2005년에 세운 4위이다.
2010년 제 21회 밴쿠버 동계올림픽 노멀힐 개인 예선과 라지힐 개인 예선에 출전하였으며
노멀힐 개인예선라운드는 22위로 개인 1라운드에 진출하였으나, 개인 1라운드에서는 40위로 결선에 나가지 못했다.

## 기록
- 1998년 동계 올림픽
- 단체전(team large hill) 13위
- 개인전(individual normal hill) 59위
- 개인전(individual large hill) 51위

- 2002년 동계 올림픽
- 단체전(team large hill) 8위
- 개인전(individual normal hill) 36위
- 개인전(individual large hill) 31위

- 2006년 동계 올림픽
- 단체전(team large hill) 13위
- 개인전(individual normal hill) 43위
- 개인전(individual large hill) 39위

- 2010년 동계 올림픽
- 단체전(team large hill) DNS
- 개인전(individual normal hill) 40위
- 개인전(individual large hill) 42위